# Cryptolabis (Cryptolabis) sica
Cryptolabis (Cryptolabis) sica is een tweevleugelige uit de familie steltmuggen (Limoniidae). De soort komt voor in het Nearctisch gebied.